# Doda Conrad
Doda Conrad, właśc. Konrad Wallenrod Freund (ur. 19 lutego 1905 w Szczytnikach, zm. 27 grudnia 1997 w Blois) – amerykański śpiewak (bas) pochodzenia polskiego.

## Życiorys
Był synem śpiewaczki Marii Freund. Studiował w Mediolanie, Wiedniu i Nowym Jorku. Jego nauczycielami byli Emilio de Gogorza i Blanche Marchesi. Na scenie zadebiutował w 1932 roku w Paryżu. W 1942 roku otrzymał amerykańskie obywatelstwo. Występował w krajach europejskich, Stanach Zjednoczonych i na Dalekim Wschodzie. Prezentował różnorodny repertuar wokalny, począwszy od muzyki renesansowej, skończywszy na muzyce współczesnej. Specjalnie dla niego pisali pieśni m.in. Francis Poulenc, Henri Sauguet, Darius Milhaud, Georges Auric i Jean Françaix. Współpracował z Nadią Boulanger w realizowanych pod jej dyrekcją nagraniach płytowych dla wytwórni HMV i Decca, w tym utworów Claudia Monteverdiego, kompozytorów francuskiego renesansu, Gabriela Faurégo i Johannesa Brahmsa. W 1965 roku zakończył karierę sceniczną i poświęcił się pracy pedagogicznej.
Był aktywnym organizatorem życia muzycznego, działał w Stowarzyszeniu Młodych Muzyków Polskich w Paryżu, organizował „Hommages collectifs” poświęcone Ignacemu Janowi Paderewskiemu (1941) i Fryderykowi Chopinowi (1949). W 1945 roku z ramienia armii amerykańskiej uczestniczył w restytucji polskich dóbr kultury zagrabionych przez Niemców podczas II wojny światowej. Był współorganizatorem festiwalu im. Pau Casalsa w Prades (1950) i założycielem Sociéte l’Erémurus. W latach 1956–1965 prowadził Saison Musicale de Royaumont.
Odznaczony został kawalerią Legii Honorowej.